# Potentilla astracanica
Potentilla astracanica är en rosväxtart. Potentilla astracanica ingår i Fingerörtssläktet som ingår i familjen rosväxter.

## Underarter
Arten delas in i följande underarter:
- P. a. astracanica
- P. a. callieri
- P. a. mollicrinis
- P. a. pirotensis